# Chiesa di San Carlo (Mortara)
La chiesa di san Carlo è un edificio religioso di Mortara, edificato per voto a San Carlo Borromeo durante la terribile epidemia di peste del 1630. La costruzione fu possibile solo grazie alla raccolta di elemosine tra i cittadini ed incominciò l'8 settembre 1633. A seguito delle continue guerre e di un importante assedio della città di Mortara, i lavori si protrassero fino al 1653.

## Descrizione

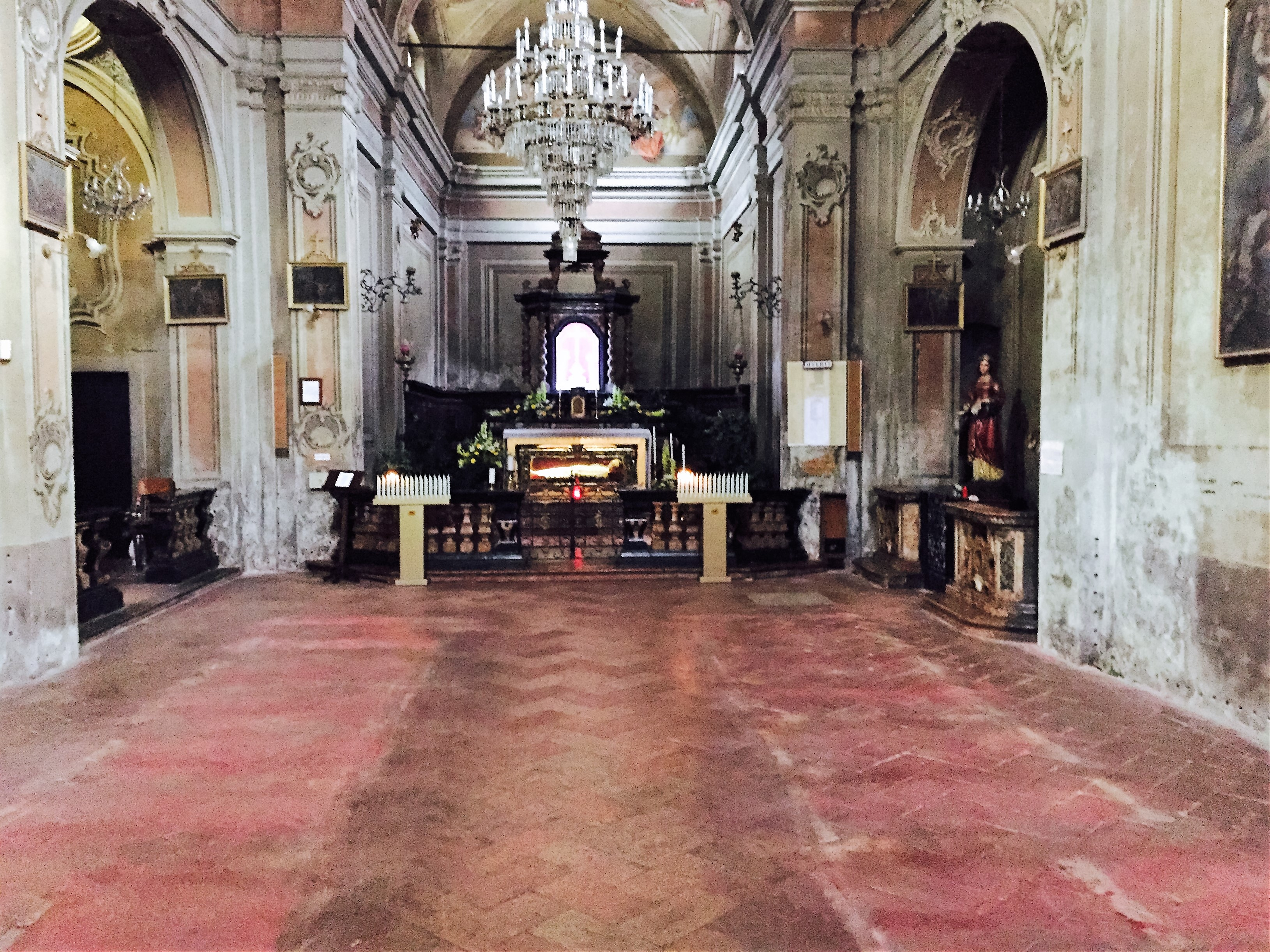
L'interno della chiesa, sotto all'altare l'urna di Santa Veneranda.

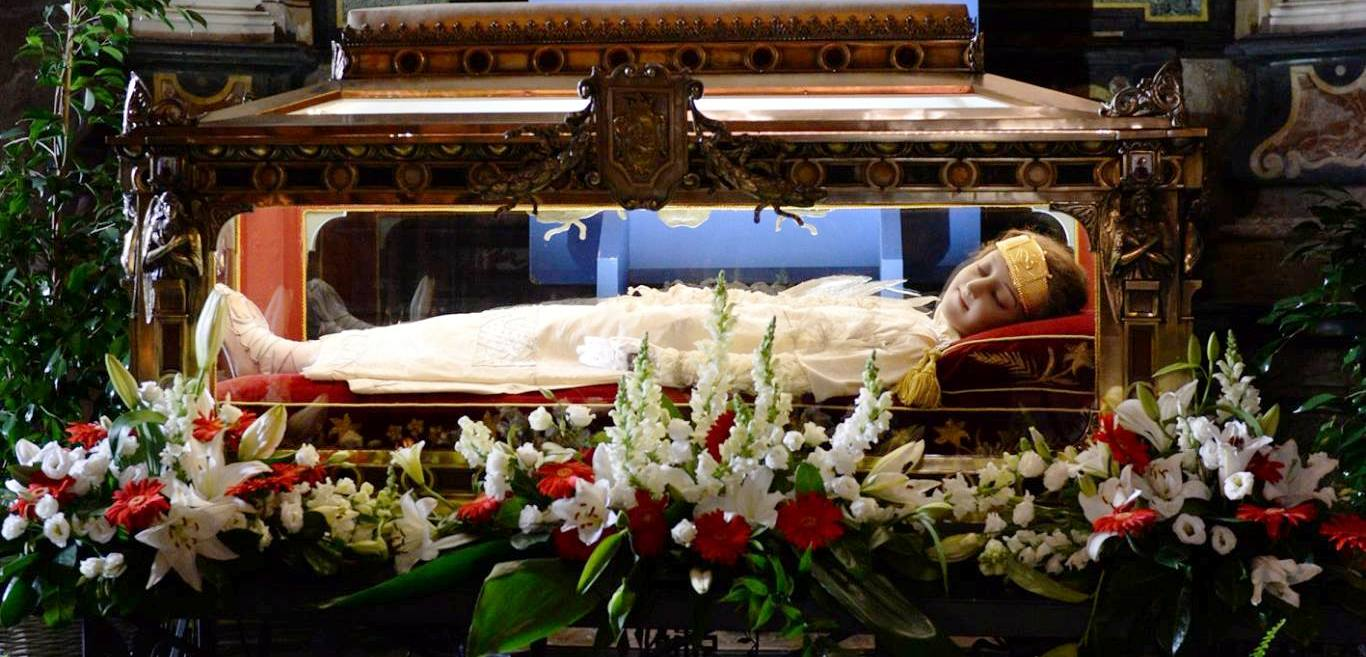
Il corpo di santa Veneranda Vergine e Martire.

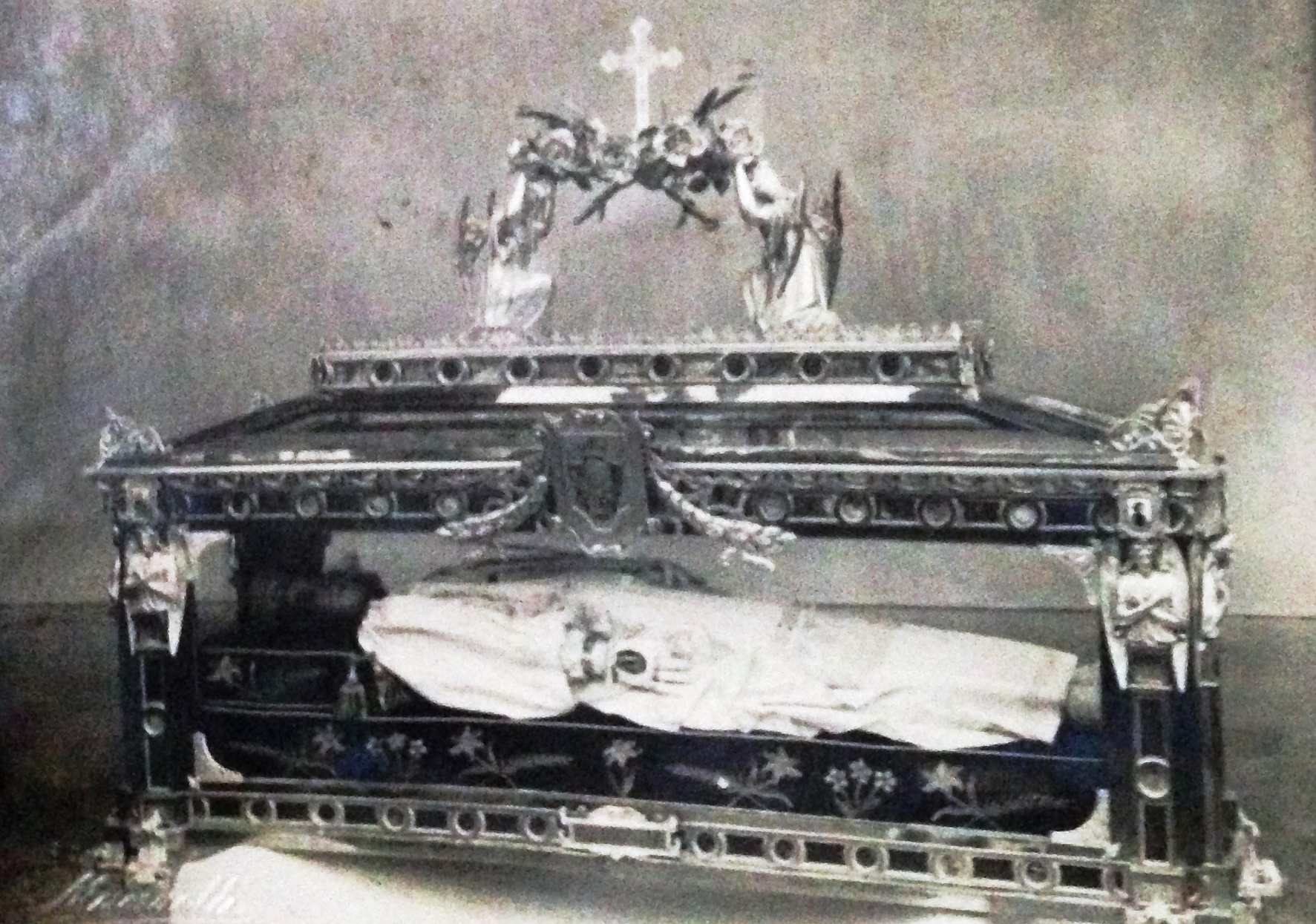
L'urna come appariva nel maggio del 1925.

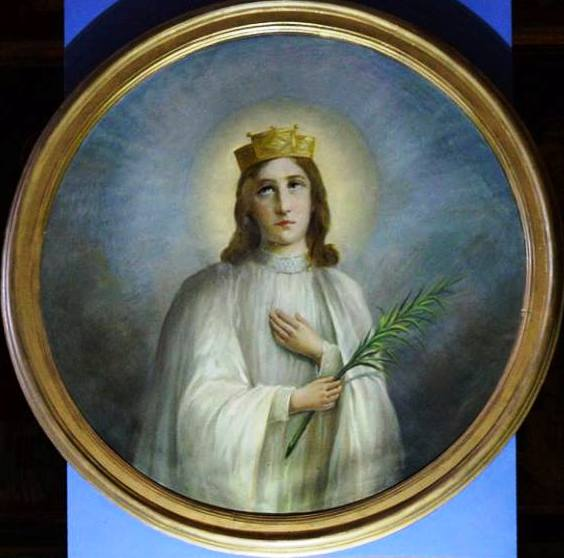
Ritratto di Santa Veneranda Vergine e Martire, tela custodita all'interno della chiesa.

La facciata è in stile dorico e presenta quattro nicchie che avrebbero dovuto ospitare altrettante statue, mai realizzate. L'interno della chiesa é invece in stile ionico.
La tradizione vuole che la chiesa sia stata edificata sul luogo in cui San Carlo Borromeo, in visita pastorale in città, si abbeverò presso un pozzo ancora oggi visibile dietro all'altare maggiore.
Nel 1664 nella chiesa venne portato il corpo di Santa Veneranda, estratto dalla Catacomba di Calepodio in Roma ed eletta a compatrona della città; nel 1725 furono edificati l'altare e il tronetto che conservava la teca con le reliquie. Oggi il corpo della Santa è collocato in una preziosa urna, riposta sotto l'altare maggiore. Proprio a seguito della collocazione della Santa nella chiesa, già dal Seicento il tempio è detto di Santa Veneranda.
Oltre all'altare maggiore, si trovano due altari laterali uno dedicato a Sant'Anna e l'altro alla Madonna di Loreto. L'altare di Sant'Anna era un tempo dedicato all'Angelo Custode, affrescato sulla parete e oggi scomparso, per far posto al quadro raffigurante sant'Anna. Sulla pareti laterali dell'altare sono stati riportati alla luce due affreschi, raffiguranti San Luigi e San Grato.
Sull'altare della Madonna di Loreto si trova un affresco cinquecentesco, rimosso dall'antico santuario cittadino, dedicato alla Vergine lauretana e demolito nel 1762. L'affresco rappresenta la Madonna, attorniata dai Santi Rocco e Sebastiano; ai piedi della Vergine è raffigurata una chiesa.

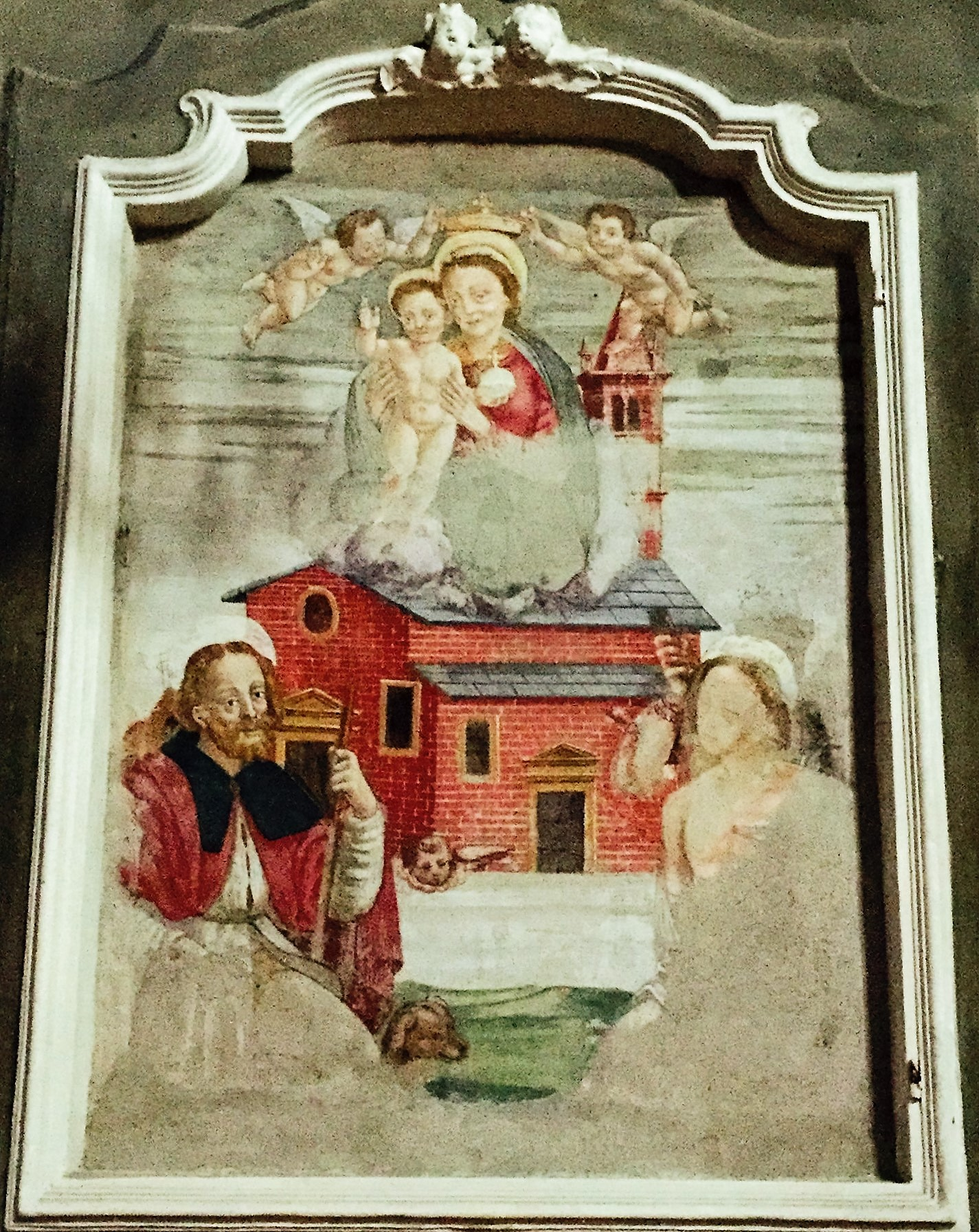
L'affresco cinquecentesco raffigurante la Madonna di Loreto e i Santi Rocco e Sebastiano.

Interessante la scultura raffigurante Santa Lucia, che in passato era oggetto di devozione presso la chiesa di San Dionigi oggi sconsacrata.
Di pregio anche la via Crucis - parzialmente trafugata - trasportata nella chiesa per volere del canonico Luigi Travelli, che la acquistò dall'ex-convento cittadino di san Bernardino.
Fino alla fine del Settecento, le cronache descrivono la presenza di un organo a canne di cui si sono perse le tracce.
La decorazione della chiesa venne rinnovata nel 1925, anno in cui si celebrò solennemente la ricomposizione delle reliquie della compatrona nella nuova urna.
Negli ultimi decenni si sono operati restauri conservativi della facciata, del portale ligneo e delle due campane seicentesche, collocate nella cella del campanile. Nell'anno 2014 sono state effettuate la ricognizione delle reliquie di Santa Veneranda e la risistemazione del simulacro nell'urna ripulita.
Nell'anno 2016 la chiesa è stata nuovamente sottoposta a un intervento parziale di restauro, per porre rimedio agli ingenti danni causati dall'umidità.
Di fianco alla chiesa si trova una piccola abitazione, oggi diroccata, che fino agli inizi dell'Ottocento era la dimora del custode delle reliquie, soprannominato l'eremita.